# Benito Juárez, Ocotepec
Benito Juárez är en ort i Mexiko.   Den ligger i kommunen Ocotepec och delstaten Chiapas, i den sydöstra delen av landet, 700 km öster om huvudstaden Mexico City. Benito Juárez ligger 1 456 meter över havet och antalet invånare är 102.
Terrängen runt Benito Juárez är varierad. Runt Benito Juárez är det ganska glesbefolkat, med 47 invånare per kvadratkilometer. Närmaste större samhälle är Tapilula, 15,0 km öster om Benito Juárez. I omgivningarna runt Benito Juárez växer i huvudsak städsegrön lövskog.